# Dierick Ruiters
Dierick Ruiters (ook bekend als Dierick Ruyters of Dirck de Ruyter) was een Nederlands zeevaarder die de kuststreken van West-Afrika en Brazilië beschreef.
Over Ruyters' jeugd is niets bekend, maar hij lijkt ruime ervaring gehad te hebben in de zeevaart langs de Afrikaanse kust, tussen Senegal en Angola, waarschijnlijk voor 1612. Hierna vertrok hij naar Brazilië, en in 1617 bezocht hij Sergipe (ten noorden van Bahia). Het volgende jaar werd hij door de Portugezen in Rio de Janeiro gevangengenomen en overgebracht naar Pernambuco. Tijdens zijn verplaatsing bezocht hij Bahia de Todos os Santos en Salvador. Na 2½ jaar wist hij te ontsnappen, en keerde terug naar Nederland.
Terug in Nederland schreef hij de Toortse der Zee-vaart. Het boek is in de eerste plaats een boek met vaaraanwijzingen voor Afrika en Amerika, gebaseerd op het werk van de Portugees Manuel de Figueiredo. Ruyters maakte echter niet alleen correcties en toevoegingen op het werk van Figueirado, maar voegde ook uitgebreide beschrijvingen van de diverse landen toe, gebaseerd op zijn eigen waarnemingen. Ruyters boek was een belangrijke gids voor de eerste expedities van de WIC, en de aanval op Bahia door Jacob Willekens en Piet Hein. Gedurende deze actie leidde Ruyters een aanval over land op Salvador. Toch bereikte het werk uiteindelijk niet de populariteit die wel verwacht mocht worden omdat slechts 2 jaar later de Nieuwe Wereldt of te Beschrijvinghe van West-Indien van Johannes de Laet zijn plaats innam.
Ruyters is mogelijk ook de auteur van een beschrijving van het koninkrijk Benin, slechts gegeven als 'D.R.' en ingevoegd in een boek uit 1602 door P.d.M. (Pieter de Marees).